# Fursac
Fursac község Franciaország Új-Aquitania régiójában, Creuse megyében. Új községként 2017. január 1-jén jött létre Saint-Étienne-de-Fursac és Saint-Pierre-de-Fursac korábbi község egyesítésével. 
Az egyesüléskor az új község lélekszáma 1610 fő lett. Lakosainak száma 1433 fő (2022. január 1.).

## Népesség
| Lakosok száma | 1534 | 1511 | 1488 | 1466 | 1445 | 1437 | 1433 |
|               | 2015 | 2017 | 2018 | 2019 | 2020 | 2021 | 2022 |